# Masi Matadigo

a Compétitions nationales et continentales officielles uniquement.

b Matchs officiels uniquement.
Dernière mise à jour le 26 septembre 2021.
Sakiusa Masinivanua Matadigo dit Masi Matadigo, né le 8 août 1982 à Suva (Fidji), est un joueur de rugby à XV international fidjien qui évolue au poste de 3e ligne centre.

## Biographie
Il obtient sa première sélection avec les Fidji le 10 juin 2006 contre les Tonga à Gosford (défaite 23 à 24).

## Palmarès

### En club
- Vice-champion de France en 2011 avec le Montpellier Hérault rugby.
- Champion de France de Pro D2 en 2016 avec le Lyon OU.

### En équipe nationale
- 4 sélections avec les Fidji Barbarians.
- Sélections avec l'équipe des Fidji à VII.

Au 25 septembre 2015, il compte 22 sélections avec les Fidji, 1 en 2006, 1 en 2009, 7 en 2011, 4 en 2013, 3 en 2014 et 6 en 2015.
Il compte quatre sélections en coupe du monde, deux en 2011, contre l'Afrique du Sud et le pays de Galles, et deux en 2015 contre Angleterre et l'Uruguay.